# 霍布森 (密蘇里州)
霍布森（英語：Hobson）是位於美國密蘇里州登特縣的非建制地區。

## 歷史
霍布森的郵局於1893年設立，其後於1954年停運。

## 地理
霍布森所處的海拔為高於海平面340米（即1116英呎），而該地所採用的時區為UTC-6，即北美中部時區（CST）。同時該地設有夏令時間，為UTC-6調快一小時，即UTC-5（CDT）。